# Burzum
A Burzum (angol kiejtése: /ˈbɜːrzəm/; norvégul: [ˈbʉrt͡sʉm]) egy 1991-ben Varg Vikernes (korábbi művésznevén Count Grishnackh) által létrehozott egyszemélyes black metal, illetve dark ambient „zenekar”; a név jelentése „sötétség” a Gyűrűk Ura egyik mesterséges nyelvén, a fekete beszédben. Az első négy lemezt mindössze bő egy év alatt rögzítette, amik később sorban meg is jelentek, közben pedig basszusgitározást vállalt a Mayhem készülő, De Mysteriis Dom Sathanas című lemezén. Vargot 1994-ben templomgyújtogatásért és Euronymous egy évvel korábbi meggyilkolásáért 21 év börtönre ítélték, így a következőekben mindössze két dark ambient lemez (Dauði Baldrs és Hliðskjálf) készült el, 2009-es szabadulásáig. Ekkor viszont újra aktív lett, s 2020-ig még hat nagylemezt készített, ezek közül az utolsó három ismét ambient stílusú. A Burzum sosem játszott koncertet, és nem is fog, Varg ugyanis 2018. június 1-jén egy videóban bejelentette, hogy lezárja annak a történetét.
Varg, korábbi elhatározása ellenére, 2024 áprilisában három új számot tett közzé, melyeket egy készülő lemezre szán.

## Diszkográfia

### Nagylemezek
| Album                   | Felvétel              | Megjelenés      |
| ----------------------- | --------------------- | --------------- |
| Burzum                  | 1992 január           | 1992 március    |
| Det Som Engang Var      | 1992 április          | 1993 augusztus  |
| Hvis Lyset Tar Oss      | 1992 szeptember       | 1994 május      |
| Filosofem               | 1993 március          | 1996 január     |
| Dauði Baldrs            | 1994–1995 (börtönben) | 1997 október    |
| Hliðskjálf              | 1998 (börtönben)      | 1999 április    |
| Belus                   | 2009–2010             | 2010 március 8. |
| Fallen                  | 2010–2011             | 2011 március 9. |
| Umskiptar               | 2011 szeptember       | 2012 május      |
| Sôl austan, Mâni vestan | 2012                  | 2013 május      |
| The Ways of Yore        | 2013–2014             | 2014 június     |
| Thulêan Mysteries       | ?                     | 2020 március    |
| The Land of Thulê       | ?                     | 2024 április    |

### Egyéb
- Demo I (1991)
- Demo II (1991)
- Burzum (promo, 1992)
- Aske (EP, 1993)
- Dunkelheit (video, 1996)
- Mythic Dawn (kislemez, 2015)
- Forgotten Realms (kislemez, 2015)
- Thulean Mysteries (kislemez, 2015)
- Unreleased Material 1988–1994 (2021)

### Válogatások
- Burzum / Aske (1995)
- 1992-1997 (box set, 1998)
- Anthology (2002)
- Draugen - Rarities (2005)
- Anthology (2008)
- 1992-1999 (2010)
- From the Depths of Darkness (2011)

## Külső hivatkozások
- Hivatalos Burzum honlap
- Bandcamp profil
- Metal Archives adatlap